# Oligosoma judgei
Oligosoma judgei — вид сцинкоподібних ящірок родини сцинкових (Scincidae). Ендемік Нової Зеландії.

## Поширення і екологія
Ophiomorus judgei мешкають в горах Дарран і Такітіму в регіоні Фіордленд у південно-західній частині Південного острова. Вони живуть у альпійських високогір'ях, на висоті від 1100 до 1650 м над рівнем моря. Ведуть денний спосіб життя. Гріються на сонці. 

## Збереження
МСОП класифікує цей вид такий, що перебуває на межі зникнення. Oligosoma judgei загрожує хижацтво з боку інтродукованих тварин.